# Gmina Lipie
Die Gmina Lipie ist eine Landgemeinde im Powiat Kłobucki der Woiwodschaft Schlesien in Polen. Ihr Sitz ist das gleichnamige Dorf mit etwa 1100 Einwohnern.

## Gliederung
Zur Landgemeinde Lipie gehören folgende Ortschaften mit einem Schulzenamt:
Albertów
Brzózki
Danków
Giętkowizna
Grabarze
Julianów
Kleśniska
Lipie
Lindów
Napoleon
Natolin
Parzymiechy
Rębielice Szlacheckie
Rozalin
Stanisławów
Szyszków
Wapiennik
Zbrojewsko
Zimnowoda
Weitere Orte der Gemeinde sind Chałków, Rębielice Szlacheckie (kolonia) und Troniny.

## Politik

### Bürgermeister
An der Spitze der Verwaltung steht die Gemeindevorsteherin. Seit 2010 ist dies Bożena Wieloch (PSL). Bei der turnusmäßigen Wahl im April 2024 kam es zu folgendem Ergebni:
- Bożena Wieloch (TD) 64,2 % der Stimmen
- Jacek Molka (Wahlkomitee Jacek Molka) 35,8 % der Stimmen

Damit wurde Amtsinhaberin Wieloch bereits im ersten Wahlgang wiedergewählt.
Die turnusmäßige Wahl im Oktober 2018 führte zu folgendem Ergebnis:
- Bożena Wieloch (PSL) 65,8 % der Stimmen
- Bogusława Milłkowska (PiS) 21,5 % der Stimmen
- Mirosław Klimaszewsk (Kukiz’15) 12,7 % der Stimmen

Damit wurde Amtsinhaberin Wieloch bereits im ersten Wahlgang wiedergewählt.

### Gemeinderat
Der Gemeinderat von Liepie besteht aus 15 Mitgliedern, die in Einzelwahlkreisen gewählt werden. Die Wahl 2024 führte zu folgendem Ergebnis:
- Trzecia Droga (TD) 61,7 % der Stimmen, 10 Sitze
- Wahlkomitee Jacek Molka 32,9 % der Stimmen, 4 Sitze
- Wahlkomitee „Einwohner von Parzymiechy“ 5,4 % der Stimmen, 1 Sitz

Die Wahl 2018 führte zu folgendem Ergebnis:
- Polskie Stronnictwo Ludowe (PSL) 52,0 % der Stimmen, 10 Sitze
- Prawo i Sprawiedliwość (PiS) 22,8 % der Stimmen, 2 Sitz
- Kukiz’15 15,1 % der Stimmen, 2 Sitze
- Bund der Demokratischen Linken (SLD) / Lewica Razem (Razem) 5,4 % der Stimmen, kein Sitz
- Wahlkomitee Krysztof Szczepaniak 4,7 % der Stimmen, 1 Sitz

## Söhne und Töchter der Gemeinde
- Józef Pawelec (* 1934 in Kleśniska), polnischer Politiker